# Stadio Kleanthis Vikelidis
Lo stadio Kleanthis Vikelidis (gr. Στάδιο Κλεάνθης Βικελίδης) è uno stadio situato a Salonicco, in Grecia. Ospita le partite casalinghe dell'Arīs Salonicco.

## Storia
Costruito nel 1951, per molti anni il nome dello stadio fu Aris Stadium, fino a quando lo stadio cambiò nome in "stadio Kleanthis Vikelidis" in onore di Kleanthis Vikelidis, un giocatore dell'Aris Salonicco negli anni '30.
Inizialmente la capienza dello stadio era di 23.200, poi ridotti a 22.800 per i Giochi olimpici del 2004. L'Arīs Salonicco ha utilizzato questo stadio nell'edizione 2010-2011 dell'Europa League.